# باروط
قرية باروط هي إحدى القرى التابعة لمركز بني سويف في محافظة بني سويف في جمهورية مصر العربية. حسب إحصاءات سنة 2006، بلغ إجمالي السكان في باروط 19137 نسمة، منهم 9735 رجل و 9402 امرأة.